# Opsiphanes meridionalis
Opsiphanes meridionalis är en fjärilsart som beskrevs av Otto Staudinger 1887. Opsiphanes meridionalis ingår i släktet Opsiphanes och familjen praktfjärilar. Inga underarter finns listade i Catalogue of Life.